# Rhynchocypris
A Rhynchocypris a sugarasúszójú halak (Actinopterygii) osztályának a pontyalakúak (Cypriniformes) rendjébe, ezen belül a pontyfélék (Cyprinidae) családjába tartozó nem.

## Rendszerezés
A nembe az alábbi 6 faj tartozik:
- Rhynchocypris czekanowskii (Dybowski, 1869)
- Rhynchocypris dementjevi (Turdakov & Piskarev, 1954)
- Rhynchocypris lagowskii (Dybowski, 1869)
- Rhynchocypris oxycephalus (Sauvage & Dabry de Thiersant, 1874)
- mocsári cselle (Rhynchocypris percnurus) (Pallas, 1814)
- Rhynchocypris poljakowii (Kessler, 1879)